# دهه ۴۸۰ (پیش از میلاد)
دهه ۴۸۰ (پیش از میلاد) ۴۸مین دهه قبل از مبدا شروع تقویم میلادی است.